# Gema Revuelta
Gema Revuelta és professora associada del Departament de Medicina i Ciencies de la Vida de la Universitat Pompeu Fabra (UPF). Llicenciada en medicina i cirurgia per la Universitat de Barcelona, màster en comunicació científica per la UPF i doctora en biomedicina per la UPF. És la directora del Centre d'Estudis de Ciència Comunicació i Societat (UPF) i directora del Màster en Comunicació Científica, Mèdica i Ambiental de la Universitat Pompeu Fabra - Barcelona School of Management (UPF-BSM). De 1996 a 2015 va ser la sotsdirectora de l’Observatori de la Comunicació Científica. De 2003 a 2008 va ser Directora de Cultura Científica de Barcelona, a l'Institut de Cultura de Barcelona. Les seves investigacions han estat publicades en diverses revistes com Nature Biotechnology, Science Communication, JAMA, Medicina Clínica o Trípodos. És autora de llibres com Periodistas científicos: corresponsales en el mundo de la investigación y el conocimiento (Editorial UPC); Dilemas y Acuerdos Éticos en Comunicación Médica (Reuters-Civitas, 2010), Medicina y Salud en la prensa diaria (Noclay, 2008) o Retos Éticos de la e-salud (Fundació Víctor Grífols i Lucas, 2010).

## Línies de recerca
- Percepció social de la ciència i la tecnologia
- Comunicació i periodisme científics
- Comunicació de la salut i la medicina
- Comunicació del risc en salut i seguretat alumentària
- Impacte i avaluació d'activitats de comunicació científica
- Innovació en comunicació científica
- Recerca i Innovació Responsable (RRI)[13][14]